# Pacific Cup 1992 (rugby league)
El Pacific Cup 1992 fue la sexta edición del torneo de rugby league para las selecciones más fuertes de Oceanía.
El torneo se disputó en Auckland, Nueva Zelanda.

## Posiciones

### Grupo A
| Pos. | Equipo     | Encuentros | Encuentros | Encuentros | Encuentros | Puntos |
| Pos. | Equipo     | jugados    | ganados    | empatados  | perdidos   | Puntos |
| ---- | ---------- | ---------- | ---------- | ---------- | ---------- | ------ |
| 1    | Samoa      | 4          | 4          | 0          | 0          | 8      |
| 2    | Tonga      | 4          | 3          | 0          | 1          | 6      |
| 3    | Islas Cook | 4          | 2          | 0          | 2          | 4      |
| 4    | Niue       | 4          | 1          | 0          | 3          | 2      |
| 5    | Fiyi       | 4          | 0          | 0          | 4          | 0      |

Nota: se otorgan 2 puntos al equipo que gane un partido, 1 al que empate y 0 al que pierda

### Grupo B
| Pos. | Equipo                | Encuentros | Encuentros | Encuentros | Encuentros | Puntos |
| Pos. | Equipo                | jugados    | ganados    | empatados  | perdidos   | Puntos |
| ---- | --------------------- | ---------- | ---------- | ---------- | ---------- | ------ |
| 1    | Maorí                 | 4          | 4          | 0          | 0          | 8      |
| 2    | Australian Aborigines | 4          | 3          | 0          | 1          | 6      |
| 3    | Samoa Americana       | 4          | 2          | 0          | 2          | 4      |
| 4    | Tokelau               | 4          | 1          | 0          | 3          | 2      |
| 5    | Isla Norfolk          | 4          | 0          | 0          | 4          | 0      |

Nota: se otorgan 2 puntos al equipo que gane un partido, 1 al que empate y 0 al que pierda

## Fase Final

### Semifinal
| 1992 | Maorí | 6 - 18 | Tonga | Carlaw Park, Auckland |  |

| 1992 | Samoa | 44 - 26 | Australian Aboriginies | Carlaw Park, Auckland |  |

### Tercer puesto
| 1992 | Maorí | 44 - 12 | Australian Aboriginies | Carlaw Park, Auckland |  |

### Final
| 31 de octubre de 1992 | Tonga | 14 - 18 | Samoa | Carlaw Park, Auckland |  |